# آر شلیاق
آر شلیاق یک ستاره است که در صورت فلکی شلیاق قرار دارد.